# Valley Ranch
Valley Ranch – jednostka osadnicza w Stanach Zjednoczonych, w stanie Kalifornia, w hrabstwie Plumas.